# 6 Heures de Silverstone 2015
Navigation
Édition précédente Édition suivante
Les 6 Heures de Silverstone 2015 sont la 28e édition de l'épreuve et ont été remportées le 12 avril 2014 par la No 7 du Audi Sport Team Joest pilotée par Benoît Tréluyer, André Lotterer et Marcel Fässler.

## Circuit
Les 6 Heures de Silverstone 2015 se déroulent sur le Circuit de Silverstone en Angleterre. Il est caractérisé par ses courbes rapides, comme l'enchaînement Maggots-Becketts-Chapel très sélectif, suivi d'une longue ligne droite jusqu'au virage Stowe. Ce site est ancré dans la compétition automobile; néanmoins il a connu plus de 10 modifications de son tracé, la dernière datant de 2010. Ce circuit est célèbre car il accueille la Formule 1, dont la première manche s'est déroulée sur ce circuit.

## Qualifications
Voici le classement officiel au terme des qualifications. Les premiers de chaque catégorie sont signalés par un fond jauni.
| Pos | Cat       | Équipe                           | Temps          | Grille |
| --- | --------- | -------------------------------- | -------------- | ------ |
| 1   | LMP1      | No. 17 Porsche Team              | 1 min 39 s 721 | 1      |
| 2   | LMP1      | No. 18 Porsche Team              | 1 min 40 s 340 | 2      |
| 3   | LMP1      | No. 8 Audi Sport Team Joest      | 1 min 40 s 352 | 3      |
| 4   | LMP1      | No. 1 Toyota Racing              | 1 min 40 s 382 | 4      |
| 5   | LMP1      | No. 7 Audi Sport Team Joest      | 1 min 41 s 153 | 5      |
| 6   | LMP1      | No. 2 Toyota Racing              | 1 min 41 s 694 | 6      |
| 7   | LMP2      | No. 28 G-Drive Racing            | 1 min 48 s 021 | 7      |
| 8   | LMP2      | No. 26 G-Drive Racing            | 1 min 48 s 083 | 8      |
| 9   | LMP2      | No. 47 KCMG                      | 1 min 49 s 389 | 9      |
| 10  | LMP2      | No. 36 Signatech Alpine          | 1 min 49 s 498 | 10     |
| 11  | LMP1      | No. 4 Team ByKolles              | 1 min 50 s 622 | 11     |
| 12  | LMP2      | No. 30 Extreme Speed Motorsports | 1 min 51 s 551 | 12     |
| 13  | LMP2      | No. 42 Strakka Racing            | 1 min 52 s 284 | 13     |
| 14  | LMP2      | No. 35 OAK Racing                | 1 min 53 s 457 | 14     |
| 15  | LMP2      | No. 31 Extreme Speed Motorsports | 1 min 55 s 491 | 15     |
| 16  | LMGTE Pro | No. 95 Aston Martin Racing       | 1 min 59 s 970 | 16     |
| 17  | LMGTE Pro | No. 99 Aston Martin Racing V8    | 2 min 00 s 175 | 17     |
| 18  | LMGTE Pro | No. 97 Aston Martin Racing       | 2 min 00 s 333 | 18     |
| 19  | LMGTE Pro | No. 91 Porsche Team Manthey      | 2 min 00 s 651 | 19     |
| 20  | LMGTE Pro | No. 51 AF Corse                  | 2 min 00 s 701 | 20     |
| 21  | LMGTE Pro | No. 92 Porsche Team Manthey      | 2 min 01 s 591 | 21     |
| 22  | LMGTE Am  | No. 98 Aston Martin Racing       | 2 min 01 s 998 | 22     |
| 23  | LMGTE Pro | No. 71 AF Corse                  | 2 min 02 s 156 | 23     |
| 24  | LMGTE Am  | No. 50 Larbre Compétition        | 2 min 02 s 937 | 24     |
| 25  | LMGTE Am  | No. 88 Abu Dhabi-Proton Racing   | 2 min 03 s 134 | 25     |
| 26  | LMGTE Am  | No. 83 AF Corse                  | 2 min 03 s 482 | 26     |
| 27  | LMGTE Am  | No. 72 SMP Racing                | 2 min 04 s 114 | 27     |
| 28  | LMGTE Am  | No. 96 Aston Martin Racing       | 2 min 05 s 050 | 28     |
| 29  | LMGTE Am  | No. 77 Dempsey Racing-Proton     | 2 min 06 s 024 | 29     |

## Résultats
Voici le classement officiel au terme de la course.
- Les premiers de chaque catégorie du championnat du monde sont signalés par un fond jaune.
- Pour la colonne Pneus, il faut passer le curseur au-dessus du modèle pour connaître le manufacturier de pneumatiques.

| Pos | Cat       | n° | Équipe                    | Pilotes                                               | Châssis                        | Pneus | Tours |
| Pos | Cat       | n° | Équipe                    | Pilotes                                               | Moteur                         | Pneus | Tours |
| --- | --------- | -- | ------------------------- | ----------------------------------------------------- | ------------------------------ | ----- | ----- |
| 1   | LMP1      | 7  | Audi Sport Team Joest     | André Lotterer Marcel Fässler Benoît Tréluyer         | Audi R18 e-tron quattro        | M     | 201   |
| 1   | LMP1      | 7  | Audi Sport Team Joest     | André Lotterer Marcel Fässler Benoît Tréluyer         | Audi TDI 4,0 L Turbo Diesel V6 | M     | 201   |
| 2   | LMP1      | 18 | Porsche Team              | Marc Lieb Romain Dumas Neel Jani                      | Porsche 919 Hybrid             | M     | 201   |
| 2   | LMP1      | 18 | Porsche Team              | Marc Lieb Romain Dumas Neel Jani                      | Porsche 2,0 L Turbo V4         | M     | 201   |
| 3   | LMP1      | 1  | Toyota Racing             | Anthony Davidson Sébastien Buemi Kazuki Nakajima      | Toyota TS040 Hybrid            | M     | 201   |
| 3   | LMP1      | 1  | Toyota Racing             | Anthony Davidson Sébastien Buemi Kazuki Nakajima      | Toyota 3,7 L V8                | M     | 201   |
| 4   | LMP1      | 2  | Toyota Racing             | Alexander Wurz Stéphane Sarrazin Mike Conway          | Toyota TS040 Hybrid            | M     | 200   |
| 4   | LMP1      | 2  | Toyota Racing             | Alexander Wurz Stéphane Sarrazin Mike Conway          | Toyota 3,7 L V8                | M     | 200   |
| 5   | LMP1      | 8  | Audi Sport Team Joest     | Loïc Duval Lucas di Grassi Oliver Jarvis              | Audi R18 e-tron quattro        | M     | 197   |
| 5   | LMP1      | 8  | Audi Sport Team Joest     | Loïc Duval Lucas di Grassi Oliver Jarvis              | Audi TDI 4,0 L Turbo Diesel V6 | M     | 197   |
| 6   | LMP2      | 26 | G-Drive Racing            | Roman Rusinov Julien Canal Sam Bird                   | Ligier JS P2                   | D     | 185   |
| 6   | LMP2      | 26 | G-Drive Racing            | Roman Rusinov Julien Canal Sam Bird                   | Nissan VK45DE 4,5 L V8         | D     | 185   |
| 7   | LMP2      | 28 | G-Drive Racing            | Gustavo Yacamán Ricardo González Pipo Derani          | Ligier JS P2                   | D     | 184   |
| 7   | LMP2      | 28 | G-Drive Racing            | Gustavo Yacamán Ricardo González Pipo Derani          | Nissan VK45DE 4,5 L V8         | D     | 184   |
| 8   | LMP2      | 42 | Strakka Racing            | Nick Leventis Jonny Kane Danny Watts                  | Dome S103                      | M     | 178   |
| 8   | LMP2      | 42 | Strakka Racing            | Nick Leventis Jonny Kane Danny Watts                  | Nissan VK45DE 4,5 L V8         | M     | 178   |
| 9   | LMGTE Pro | 51 | AF Corse                  | Gianmaria Bruni Toni Vilander                         | Ferrari 458 Italia GT2         | M     | 172   |
| 9   | LMGTE Pro | 51 | AF Corse                  | Gianmaria Bruni Toni Vilander                         | Ferrari 4,5 L V8               | M     | 172   |
| 10  | LMGTE Pro | 91 | Porsche Team Manthey      | Richard Lietz Michael Christensen                     | Porsche 911 RSR (991)          | M     | 172   |
| 10  | LMGTE Pro | 91 | Porsche Team Manthey      | Richard Lietz Michael Christensen                     | Porsche 4,0 L Flat-6           | M     | 172   |
| 11  | LMGTE Pro | 71 | AF Corse                  | Davide Rigon James Calado                             | Ferrari 458 Italia GT2         | M     | 172   |
| 11  | LMGTE Pro | 71 | AF Corse                  | Davide Rigon James Calado                             | Ferrari 4,5 L V8               | M     | 172   |
| 12  | LMGTE Pro | 95 | Aston Martin Racing       | Christoffer Nygaard Nicki Thiim Marco Sørensen        | Aston Martin V8 Vantage GTE    | M     | 171   |
| 12  | LMGTE Pro | 95 | Aston Martin Racing       | Christoffer Nygaard Nicki Thiim Marco Sørensen        | Aston Martin 4,5 L V8          | M     | 171   |
| 13  | LMGTE Pro | 97 | Aston Martin Racing       | Darren Turner Stefan Mücke                            | Aston Martin V8 Vantage GTE    | M     | 171   |
| 13  | LMGTE Pro | 97 | Aston Martin Racing       | Darren Turner Stefan Mücke                            | Aston Martin 4,5 L V8          | M     | 171   |
| 14  | LMGTE Pro | 99 | Aston Martin Racing V8    | Fernando Rees Alex MacDowall Richie Stanaway          | Aston Martin V8 Vantage GTE    | M     | 171   |
| 14  | LMGTE Pro | 99 | Aston Martin Racing V8    | Fernando Rees Alex MacDowall Richie Stanaway          | Aston Martin 4,5 L V8          | M     | 171   |
| 15  | LMGTE Pro | 92 | Porsche Team Manthey      | Patrick Pilet Frédéric Makowiecki                     | Porsche 911 RSR (991)          | M     | 170   |
| 15  | LMGTE Pro | 92 | Porsche Team Manthey      | Patrick Pilet Frédéric Makowiecki                     | Porsche 4,0 L Flat-6           | M     | 170   |
| 16  | LMGTE Am  | 98 | Aston Martin Racing       | Paul Dalla Lana Pedro Lamy Mathias Lauda              | Aston Martin V8 Vantage GTE    | M     | 168   |
| 16  | LMGTE Am  | 98 | Aston Martin Racing       | Paul Dalla Lana Pedro Lamy Mathias Lauda              | Aston Martin 4,5 L V8          | M     | 168   |
| 17  | LMGTE Am  | 83 | AF Corse                  | François Perrodo Emmanuel Collard Rui Águas           | Ferrari 458 Italia GT2         | M     | 168   |
| 17  | LMGTE Am  | 83 | AF Corse                  | François Perrodo Emmanuel Collard Rui Águas           | Ferrari 4,5 L V8               | M     | 168   |
| 18  | LMGTE Am  | 72 | SMP Racing                | Viktor Shaitar Aleksey Basov Andrea Bertolini         | Ferrari 458 Italia GT2         | M     | 168   |
| 18  | LMGTE Am  | 72 | SMP Racing                | Viktor Shaitar Aleksey Basov Andrea Bertolini         | Ferrari 4,5 L V8               | M     | 168   |
| 19  | LMP2      | 47 | KCMG                      | Matthew Howson Richard Bradley Nick Tandy             | Oreca 05                       | D     | 167   |
| 19  | LMP2      | 47 | KCMG                      | Matthew Howson Richard Bradley Nick Tandy             | Nissan VK45DE 4,5 L V8         | D     | 167   |
| 20  | LMGTE Am  | 96 | Aston Martin Racing       | Roald Goethe Stuart Hall Francesco Castellacci        | Aston Martin V8 Vantage GTE    | M     | 166   |
| 20  | LMGTE Am  | 96 | Aston Martin Racing       | Roald Goethe Stuart Hall Francesco Castellacci        | Aston Martin 4,5 L V8          | M     | 166   |
| 21  | LMGTE Am  | 88 | Abu Dhabi-Proton Racing   | Christian Ried Klaus Bachler Khalded Al Qubaisi       | Porsche 911 RSR (991)          | M     | 166   |
| 21  | LMGTE Am  | 88 | Abu Dhabi-Proton Racing   | Christian Ried Klaus Bachler Khalded Al Qubaisi       | Porsche 4,0 L Flat-6           | M     | 166   |
| 22  | LMP2      | 35 | OAK Racing                | Jacques Nicolet Jean-Marc Merlin Erik Maris           | Ligier JS P2                   | D     | 165   |
| 22  | LMP2      | 35 | OAK Racing                | Jacques Nicolet Jean-Marc Merlin Erik Maris           | Nissan VK45DE 4,5 L V8         | D     | 165   |
| 23  | LMGTE Am  | 77 | Dempsey Racing-Proton     | Patrick Dempsey Patrick Long Marco Seefried           | Porsche 911 RSR (991)          | M     | 165   |
| 23  | LMGTE Am  | 77 | Dempsey Racing-Proton     | Patrick Dempsey Patrick Long Marco Seefried           | Porsche 4,0 L Flat-6           | M     | 165   |
| 24  | LMP2      | 31 | Extreme Speed Motorsports | Ed Brown David Brabham Jon Fogarty                    | HPD ARX-03b                    | D     | 165   |
| 24  | LMP2      | 31 | Extreme Speed Motorsports | Ed Brown David Brabham Jon Fogarty                    | Honda HR28TT 2,8 L Turbo V6    | D     | 165   |
| 25  | LMGTE Am  | 50 | Larbre Compétition        | Gianluca Roda Paolo Ruberti Kristian Poulsen          | Chevrolet Corvette C7.R        | M     | 160   |
| 25  | LMGTE Am  | 50 | Larbre Compétition        | Gianluca Roda Paolo Ruberti Kristian Poulsen          | Chevrolet 5,5 L V8             | M     | 160   |
| Abd | LMP1      | 4  | Team ByKolles             | Simon Trummer Vitantonio Liuzzi Christian Klien       | CLM P1/01                      | M     | 116   |
| Abd | LMP1      | 4  | Team ByKolles             | Simon Trummer Vitantonio Liuzzi Christian Klien       | AER P60 Turbo V6               | M     | 116   |
| Abd | LMP1      | 17 | Porsche Team              | Timo Bernhard Brendon Hartley Mark Webber             | Porsche 919 Hybrid             | M     | 44    |
| Abd | LMP1      | 17 | Porsche Team              | Timo Bernhard Brendon Hartley Mark Webber             | Porsche 2,0 L Turbo V4         | M     | 44    |
| Abd | LMP2      | 36 | Signatech Alpine          | Nelson Panciatici Paul-Loup Chatin Vincent Capillaire | Oreca 03                       | D     | 20    |
| Abd | LMP2      | 36 | Signatech Alpine          | Nelson Panciatici Paul-Loup Chatin Vincent Capillaire | Nissan VK45DE 4,5 L V8         | D     | 20    |
| Ex  | LMP2      | 30 | Extreme Speed Motorsports | Scott Sharp Ryan Dalziel David Heinemeier Hansson     | HPD ARX-03b                    | D     | 183   |
| Ex  | LMP2      | 30 | Extreme Speed Motorsports | Scott Sharp Ryan Dalziel David Heinemeier Hansson     | Honda HR28TT 2,8 L Turbo V6    | D     | 183   |

### Pole position et record du tour
Pole position :  Brendon Hartley et  Mark Webber (Porsche 919 Hybrid) en 1 min 39 s 721.
Meilleur tour en course :  Benoît Tréluyer (Audi R18 e-tron quattro no 7) en 1 min 40 s 836 au 26e tour.

## Faits marquants
Cette édition a été marquée par l'exclusion de la voiture no 30, en raison d'un fond plat non-conforme.